# Condado del Cid
El condado del Cid es un título nobiliario español, creado por los Reyes Católicos en 1492 con el Marquesado del Cenete a favor de Rodrigo Díaz de Vivar y Mendoza, hijo de Pedro González de Mendoza (el famoso Cardenal Mendoza) y de Mencía de Lemos.
El título de Conde del Cid, fue rehabilitado por el rey Alfonso XIII en 1921 a favor de Joaquín de Arteaga y Echagüe, XVII duque del Infantado, que devino así en el decimoquinto conde del Cid. 

## Nota
Rodrigo Díaz de Vivar y Mendoza no debe confundirse con Rodrigo Díaz de Vivar, "El Cid Campeador".

## Condes del Cid
|                                  | Titular                                            | Periodo                          |
| Creación por los Reyes Católicos | Creación por los Reyes Católicos                   | Creación por los Reyes Católicos |
| -------------------------------- | -------------------------------------------------- | -------------------------------- |
| I                                | Rodrigo Díaz de Vivar y Mendoza                    | 1492-1523                        |
| II                               | Mencía de Mendoza                                  | 1523-1554                        |
| III                              | María de Mendoza                                   | 1554-1580                        |
| IV                               | Ïñigo López de Mendoza                             | 1580-1601                        |
| V                                | Ana de Mendoza de la Vega y Luna                   | 1601-1633                        |
| VI                               | Rodrigo Díaz de Vivar y Mendoza                    | 1633-1657                        |
| VII                              | Catalina de Sandoval y Mendoza                     | 1657-1686                        |
| VIII                             | Gregorio de Silva y Mendoza                        | 1686-1693                        |
| IX                               | Juan de Dios Silva y Mendoza                       | 1693-1737                        |
| X                                | María Francisca de Silva y Mendoza                 | 1737-1770                        |
| XI                               | Pedro de Alcántara de Toledo y Silva               | 1770-1790                        |
| XII                              | Pedro de Alcántara Álvarez de Toledo y Salm-Salm   | 1790-1841                        |
| XIII                             | Pedro de Alcántara Téllez-Girón y Beaufort Spontin | 1841-1844                        |
| XIV                              | Mariano Téllez-Girón y Beaufort Spontin            | 1844-1882                        |
| Rehabilitación por Alfonso XIII  |                                                    |                                  |
| XV                               | Joaquín de Arteaga y Echagüe                       | 1921-1928                        |
| XVI                              | Jaime de Arteaga y Falguera                        | 1928-1936                        |
| XVII                             | Íñigo de Arteaga y Falguera                        | ? -1966                          |
| XVIII                            | Carlos de Arteaga y Martín                         | 1966-2000                        |
| XIX                              | Íñigo Antonio de Arteaga y Pascual                 | 2000-actual titular              |

## Historia de los condes del Cid

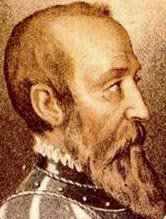
Rodrigo Díaz de Vivar y Mendoza, I conde del Cid.

- Rodrigo Díaz de Vivar y Mendoza (¿1466?-1523), I conde del Cid. I marqués del Cenete.

Casó con Leonor de la Cerda (fallecida en 1497). Contrajo un segundo matrimonio con María de Fonseca y Toledo. Le sucedió su tercera hija:
- María de Mendoza (1508-1554), II condesa del Cid, II marquesa del Cenete.

Casó con Diego Hurtado de Mendoza, V conde de Saldaña. Le sucedió su hermana:
- María de Mendoza (f. 1580), III condesa del Cid, III marquesa del Cenete. Le sucedió su hijo:

- Íñigo López de Mendoza (1536-1601), IV conde del Cid, V duque del Infantado. Le sucedió su hija:

- Ana de Mendoza y de la Vega (1554-1633), V condesa del Cid, VI duquesa del Infantado. Le sucedió su hijo:

- Rodrigo Díaz de Vivar de Mendoza y Sandoval (1614-1657), VI conde del Cid, VII duque del Infantado. Le sucedió su hermana:

- Catalina de Sandoval y Mendoza (1616-1657), VII condesa del Cid, VIII duquesa del Infantado. Le sucedió su hijo:

- Gregorio María Domingo de Silva y Mendoza (1649-1693), VIII conde del Cid, IX duque del Infantado, V duque de Pastrana, duque de Lerma, duque de Francavilla, V duque de Estremera, VII marqués de Cea, príncipe de Melito, príncipe de Éboli, marqués de Santillana, marqués del Cenete, marqués de Algecilla, marqués de Almenara, marqués de Argüeso, marqués de Campoo, conde de Saldaña, conde del Real de Manzanares, conde de Mandayona, conde de Miedes, grande de España, gran Justicia del Reino de Nápoles, regidor perpetuo de Simancas, Zurita y Tordesilla, caballero de Santiago, comendador mayor de Castilla, consejero de estado y guerra, gentilhombre de cámara del rey Carlos II, Montero mayor del rey, capitán, embajador extraordinario en París.

Casó en 1666 con María de Haro y Guzmán hija de Luis Méndez de Haro Guzmán y Sotomayor de la Paz, VI marqués del Carpio, II conde de Morente, V conde y III duque de Olivares, II marqués de Eliche, I duque de Montoro, tres veces grande de España, Comendador mayor de la orden de Álcantara, Gran Chanciller de las Indias, Alcaide de las Alcázares de Sevilla y Córdoba, caballerizo mayor, gentilhombre de cámara y primer ministro de Felipe IV y su gran privado y de Catalina Fernández de Córdoba y Aragón, hija menor de Enrique de Córdoba Cardona y Aragón, V duque de Segorbe, IV marqués de Comares, y de su segunda esposa Catalina Fernández de Córdoba y Figueroa de los IV marqueses de Priego. Le sucedió su hijo:
- Juan de Dios Silva y Mendoza, IX conde del Cid, X duque del Infantado, XI marqués de Santillana, VI duque de Pastrana, duque de Lerma, duque de Francavilla, VI duque de Estremera, VIII marqués de Cea, príncipe de Melito, príncipe de Éboli, marqués del Cenete, marqués de Algecilla, marqués de Almenara, marqués de Argüeso, marqués de Campoo, conde de Saldaña, conde del Real de Manzanares, conde de Mandajona, conde de Miedes, grande de España, Gran Justicia del Reino de Nápoles.

Casó en 1704 con su pariente María Teresa de los Ríos Zapata y Guzmán, hija de Francisco Diego Gutiérrez de los Ríos y Guzmán de los Ríos, III conde de Fernán Núñez, señor de las villas de Bencalez y la Morena, y de Catalina Zapata de Mendoza Silva, hija de Antonio Zapata y Suárez de Mendoza, I marqués de la Alameda, III conde de Barajas, VIII conde de la Coruña, y de Ana María de Silva y Guzmán, de los III duques de Pastrana. Le sucedió su hija:
- María Francisca de Silva y Mendoza (1707-1770), X condesa del Cid, XI duquesa del Infantado. Le sucedió su hijo:

- Pedro de Alcántara de Toledo y Silva (1729-1790), XI conde del Cid, XII duque del Infantado. Le sucedió su hijo:

- Pedro de Alcántara de Toledo y Salm-Salm (1768-1841), XII conde del Cid, XIII duque del Infantado. Le sucedió el nieto de su hermana María, por tanto su sobrino nieto:

- Pedro de Alcántara Téllez-Girón y Beaufort (1810-1844), XIII conde del Cid, XIV duque del Infantado. Le sucedió su hermano:

- Mariano Téllez-Girón y Beaufort (1814-1882), XIV conde del Cid, XV duque del Infantado.

Rehabilitado en 1921 por
- Joaquín Ignacio de Arteaga y Echagüe Silva y Méndez de Vigo, (1870-1947), XV conde del Cid, XVII duque del Infantado,  XII marqués de Armunia, XII marqués de Ariza, XIV marqués de Estepa, XVIII marqués de Santillana, X marqués de Laula (por rehabilitación a su favor en 1913), IX marqués de Monte de Vay (por rehabilitación en 1913), XII marqués de Vivola, XV marqués de Cea, VIII marqués de Valmediano, XI marqués de la Eliseda (por rehabilitación a su favor en 1921), V conde de Corres, XI conde de la Monclova, X conde de Santa Eufemia, XVIII conde del Real de Manzanares, XX conde de Saldaña, XXIII Señor de la Casa de Lazcano.

1. Casó con Isabel Falguera y Moreno, III condesa de Santiago. Le sucedió, por cesión en 1928, su hijo:

- Jaime de Arteaga y Falguera (1908-1936), XVI conde del Cid. Soltero. Le sucedió su hermano:

- Íñigo de Loyola de Arteaga y Falguera (1905-1997), XVII conde del Cid, XIV duque de Francavilla (rehabilitado a su favor en 1921), XVIII duque del Infantado, XIII marqués de Ariza, XV marqués de Estepa, XIX marqués de Santillana,  XIII marqués de Armunia, XVI marqués de Cea, X marqués de Monte de Vay, IX marqués de Valmediano, XIII marqués de Vivola, XIX conde del Real de Manzanares, XI conde de Santa Eufemia, XII conde de la Monclova, V conde del Serrallo, VI conde de Corres, XXI conde de Saldaña, IV conde de Santiago.

Casó en primeras nupcias con Ana Rosa Martín y Santiago-Concha. Contrajo un segundo matrimonio con María Cristina de Salamanca y Caro, VI condesa de Zaldívar. Le sucedió en 1966, de su primer matrimonio, su hijo:
- Carlos de Arteaga y Martín, XVIII conde del Cid, VI conde del Serrallo, grande de España.[1] Le sucedió su hijo:

- Íñigo Antonio de Arteaga y Pascual, XIX conde del Cid (desde el año 2000).[1]